# Nodar Managadze
Nodar Managadze (georgià ნოდარ მანაგაძე) va ser un director de cinema soviètic georgià, nascut a Tbilisi (aleshores República Socialista Soviètica de Geòrgia) el 19 de març de 1943 i mort el 27 de novembre de 2006.
Fill del també director de cinema soviètic Xota Managadze, es va graduar en direcció de cinema el 1965 a l'Institut de Teatre Xota Rustaveli, el 1969 va debutar com a director de cinema, dirigint pel·lícules tan en rus com en georgià. El 1980 fou honorat com Artista del Poble de l'RSS de Geòrgia.

## Filmografia
- 1969: Molodini (მოლოდინი)
- 1971: Tsutisopeli (წუთისოფელი), en rus Tiepló tvoikh ruk (Тепло твоих рук)
- 1972: Saerto kedeli (საერთო კედელი), en rus Obxtxaia stena (Общая стена)
- 1974: Ivane Kotorashvilis ambavi (ივანე კოტორაშვილის ამბავი), en rus Kak dobrogo molodtsa jenili (Как доброго молодца женили)
- 1977: Amagleba (ამაღლება)
- 1979: Kashkhali mtashi (კაშხალი მთაში)
- 1983: Gazapkhuli gadis (გაზაფხული გადის)
- 1987: Ei, maestro (ეი, მაესტრო!)
- 1991: Noé (ნოე)
- 1994: Natlisgeba (ნათლისღება)
- 2000: Angelozis gadaprena (ანგელოზის გადაფრენა)